# Bahri Guiga
Bahri Guiga (Takrouna, 4 de marzo de 1904 – 2 de septiembre de 1995) fue un abogado, juez y político tunecino, hijo de Hamouda Guiga y sobrino del escritor Abderrahman Guiga, así como tío del también escritor Tahar Guiga y del que fuera ministro de salud, educación e interior, Driss Guiga, que trabajó en su gabinete.

## Biografía
Natural de la pequeña localidad bereber de Takrouna, estudió en el Liceo Carnot de Túnez, donde conoció a su buen amigo Habib Bourguiba. Posteriormente hizo sus estudios de derecho e la Factulad de Derecho de Parísl.
Su tesis doctoral se tituló "La evolución del Sahara y su aplicación judicial en Túnez".
En 1928 se diplomó en el Instituto de Estudios Políticos de París en el área de financiación pública.
De nuevo en su país, en 1932 fue uno de los fundadores del periódico L'Action Tunisienne, junto a Habib Bourguiba, Tahar Sfar y Mahmoud El Materi Con este equipo humano, en 1934 organizó el Congreso Ksar Hellal, del que surgió el partido político Neo Destour, en el que fue nombrado tesorero de la formación.
Entre los años 1971 y 1979 fue miembro de la Comisión Internacional de Juristas (ICJ).

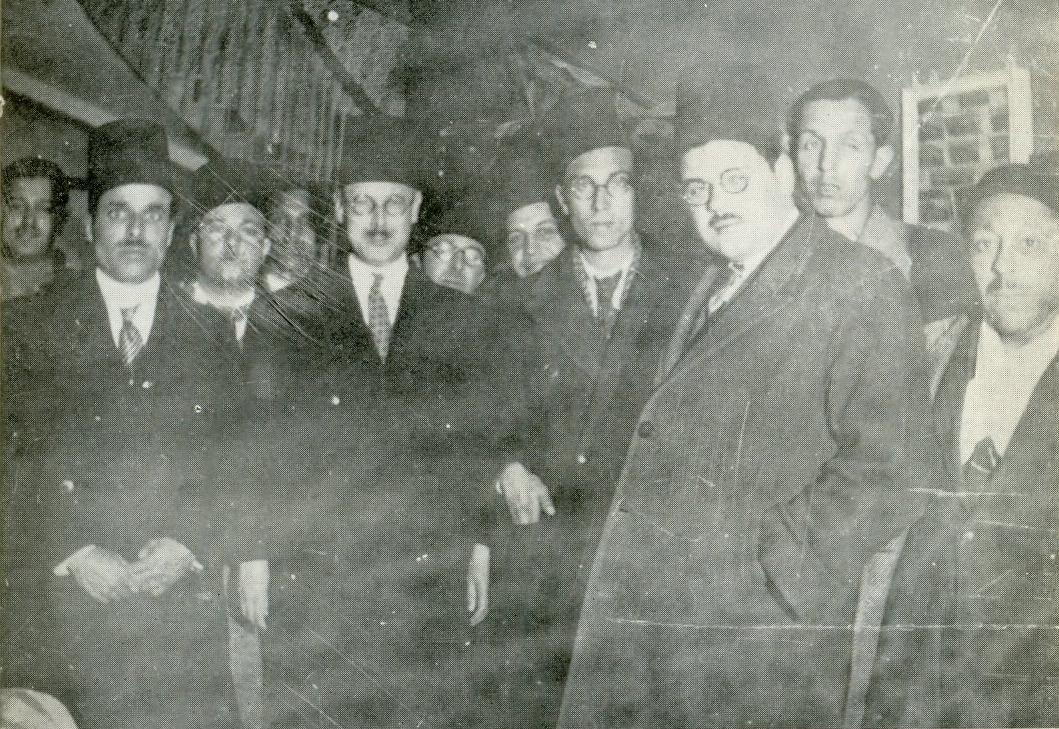
Los miembros fundadores de "Neo Destour".
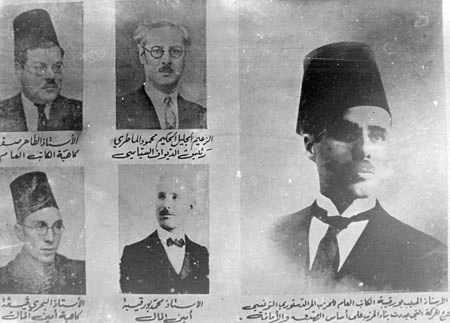
Primer grupo director del "Neo Destour".